# 공 (춘추)
공(鞏)은 주나라의 제후국이다. 성씨는 희성(姬姓) 공씨(鞏氏)이며 사적이 미미하여 시조와 존속 시기는 알 수 없다.

## 역사
《춘추좌씨전》과 《세본·성씨편(世本·姓氏篇)》에서만 보이고 그마저도 공나라에 공 간공 공성이 있었다는 사실만 알 수 있다.

## 역대 군주
| 대수 | 시호       | 휘     | 재위             | 비고 |
| ---- | ---------- | ------ | ---------------- | ---- |
| ?    | 간공(簡公) | 성(成) | ? ~ 기원전 508년 |      |